# محمد نخشب
محمد نخشب (۱۳۰۲ – ۱۳۵۵) از فعالان سیاسی مذهبی در حکومت پهلوی دوم. وی سال ۱۳۲۲به همراه حسین راضی، جلال‌الدین آشتیانی و گروهی از دانش‌آموزان و دانشجویان نهضت خداپرستان سوسیالیست و حزب مردم ایران را پایه‌گذاری کردند. نخشب به همراه اعضای نهضت خداپرستان سوسیالیست ابتدا به حزب ایران می‌پیوندند ولی پس از مدتی به دلیل اختلاف در خط مشی اجرایی، از این حزب جدا شده و حزب آزادی مردم ایران و سپس حزب مردم ایران را تأسیس می‌کند.

## تحصیلات
نخشب دوران دبیرستان خود را در علمیه گذراند و در سال ۱۳۲۴ از دانشگاه تهران در رشته علوم سیاسی و حقوق با درجه لیسانس فارغ‌التحصیل شد سپس در سال ۱۳۳۷ فوق لیسانس خود را گرفت و در سال ۱۳۴۲ با بورسیه سازمان ملل به دانشگاه نیویورک رفته دکترای علوم اداری را اخذ نمود.

## فعالیت پس از نهضت ملی شدن نفت
در شب بعد از کودتای ۲۸ مرداد حزب مردم ایران که در آن زمان جمعیت آزادی مردم ایران نام داشت، جلسه‌ای تشکیل می‌دهد و از محمد مصدق اعلام پشتیبانی می‌کند. ایدهٔ اولیه ایجاد تشکلی برای مقابله با کودتا به ذهن محمد نخشب می‌رسد و با مذاکراتی که با سید رضا زنجانی با حضور حسین شاه‌حسینی و ابراهیم کریم آبادی انجام گرفت، توانستند قدم‌های نخست را در بعد از کودتا بردارند. هسته اولیه تشکیل دهنده نهضت مقاومت ملی شامل محمد نخشب، حسین شاه‌حسینی و سید رضا زنجانی و ابراهیم کریم آبادی بودند. پس از مدتها فعالیت نخشب، دستگیر می‌شود. اما پس از آزادی راهی آمریکا شده و در سازمان ملل مشغول کار می‌شود. نخشب به اتفاق مصطفی چمران، ابراهیم یزدی، علی شایگان، قطب زاده جبهه ملی ایران در آمریکا را پایه‌ریزی کرد. محمد نخشب در ایجاد کنفدراسیون دانشجویان ایرانی و انجمن اسلامی دانشجویان ایرانی در آمریکا فعال بود. وی نماینده جبهه ملی سوم در شعبه آمریکای کنفدراسیون دانشجویان ایرانی بود.

## عقاید
وی نخستین ایرانی بود که برای تلفیق شیعه با سوسیالیسم اروپایی کوشش کرده‌است. وی در نوشته‌های خود به صراحت از جنبش‌های چپ منهای مارکسیسم دفاع می‌کرد.
نخشب معتقد بود که نه عدالت بدون آزادی و دموکراسی تحقق پذیر است و نه آزادی و دموکراسی، بدون برابری و عدالت اجتماعی از روی کاغذ به عمل می‌آید.
محمد نخشب در مقدمه بشر مادی می‌نویسد: شاید تصور شود من می‌خواهم از یک سیستم قدیمی دفاع کنم یا از تحولی که اجتماع ما در آستانه آن است، جلوگیری کنم. بر عکس، نه تنها این‌طور نیست، بلکه نویسنده این حقایق به‌طور جدی و غیرقابل گذشت طرفدار یک تحول عمیق و اساسی سوسیالیستی است.
محمد نخشب در نوشته‌های خود به صراحت از جنبش‌های چپ منهای مارکسیسم، دفاع کرده و اصطلاحات مختلفی مانند دیالکتیک، انحلال مالکیت خصوصی بر ابزار تولید و غیره را در نوشته‌های خود با سهولت به کار می‌برد. به باور نخشب واژه اجتماعی که از این تاریخ در مباحث ایدئولوژیک جای بزرگی خواهد داشت سوسیالیسم بر پایه طرز تفکر خداپرستی است.
در نگاه محمد نخشب این نوع از سوسیالیسم که می‌بایست در یک جامعه خداپرست و اخلاقی تحقق یابد، سوسیالیسم تحققی نام گرفته بود که در برابر سوسیالیسم تخیلی و علمی اروپایی‌ها و کمونیست‌ها بود.

## آثار
پنج کتابچه تحت عناوین بشر مادی، نزاع کلیسا و ماتریالیسم، حزب چیست؟، ایران در آستانه یک تحول بزرگ،  فرهنگ واژه‌های اجتماعی از اوست. اثر دیگر کتاب قانون و اخلاق یا مقدمه‌ای از سوسیالیست‌ها است. در سال ۱۳۴۸ کتابی با عنوان فردای جهان یا نقدی بر کتاب نزاع کلیسا با ماتریالیسم توسط عبدالکریم کریم در تبریز انتشار یافت. 
نخشب و دوستانش، مجله‌ای با عنوان برای ترقی ایران (دوهفته نامه) را نیز راه انداختند. 

### جزوه‌ها
- ن‍خ‍ش‍ب‌، م‍ح‍م‍د، ان‍س‍ان‌ م‍ادی‌، ن‍گ‍ارش‌ م‍ح‍م‍د س‍رس‍خ‍ت‌، بی‌جا: ب‍اق‍رزاده‌‏‫، ۱۳۲۶.‬
- ن‍خ‍ش‍ب‌، م‍ح‍م‍د، ن‍زاع‌ ک‍ل‍ی‍س‍ا و م‍ات‍ری‍ال‍ی‍س‍م‌، 	ت‍ه‍ران‌: قلم‏‫، ۱۳۵۶.

### مجموعه‌آثار
- ن‍خ‍ش‍ب‌، م‍ح‍م‍د، ‏‫بشر مادی به ضمیمۀ چهار رسالۀ دیگر (نزاع کلیسا و ماتریالیسم، حزب چیست؟، ایران در آستانۀ یک تحول بزرگ، فرهنگ واژه‌های اجتماعی)، تهران: کاروان‏‫، ۱۳.‬
- ن‍خ‍ش‍ب‌، م‍ح‍م‍د، م‍ج‍م‍وع‍ه‌ای‌ از آث‍ار دک‍ت‍ر م‍ح‍م‍د ن‍خ‍ش‍ب‌، ت‍ه‍ران‌: چ‍اپ‍خ‍ش‌، ۱۳۸۱.

### دربارۀ او
- پ‍ی‍م‍ان‌، ح‍ب‍ییب‌الله، آث‍ار ف‍ره‍ن‍گ‍ی‌ اس‍ت‍ک‍ب‍ار و اس‍ت‍ض‍ع‍اف‌، ب‍ه ض‍م‍ی‍مۀ ی‍اد ب‍ود م‍ح‍م‍د ن‍خ‍ش‍ب‌ و پ‍در طال‍ق‍ان‍ی‌.
- ث‍ق‍ف‍ی‌، م‍راد، ال‍گ‍وه‍ای‌ ن‍وآوری‌ س‍ی‍اس‍ی‌ در ای‍ران‌: ن‍گ‍اه‍ی‌ ب‍ه‌ ت‍ج‍ربۀ ن‍ه‍ض‍ت‌ خ‍داپ‍رس‍ت‍ان‌ س‍وس‍ی‍ال‍ی‍س‍ت‌، در مجلۀ گ‍ف‍ت‍گ‍و، شمارۀ ۱۷، پ‍ای‍ی‍ز ۱۳۷۶: ص‌ ۹-۲۵.
- ک‍اظم‍ی‍ان‌، م‍رت‍ض‍ی‌، س‍وس‍ی‍ال‌دم‍وک‍راس‍ی‌ دی‍ن‍ی‌: م‍ح‍م‍د نخ‍ش‍ب‌ و خ‍داپ‍رس‍ت‍ان‌ س‍وس‍ی‍ال‍ی‍س‍ت‌، ت‍ه‍ران‌: ک‍وی‍ر‏‫، ۱۳۸۳.‬
- ن‍ک‍و روح‌، م‍ح‍م‍ود، نهضت خداپرستان سوسیالیست‏‫، تهران: چاپخش‏‫، ۱۳۷۷.
- خ‍س‍روپ‍ن‍اه‌، م‍ح‍م‍دح‍س‍ی‍ن‌،‏‫ خداپرستان سوسیالیست از محفل‌ها تا جمعیت آزادی مردم ایران (۱۳۳۲-۱۳۲۳)، تهران: کتاب پیام امروز، ‏‫۱۴۰۰.‬‬
- ب‍ه‍رام‍ی‌، روح‌الله، ف‍ع‍ال‍ی‍ت‌ه‍ای‌ س‍ی‍اس‍ی‌-اج‍ت‍م‍اع‍ی‌ م‍ح‍م‍د ن‍خ‍ش‍ب‌ ب‍ه‌روای‍ت‌ اس‍ن‍اد، ت‍ه‍ران‌: م‍رک‍ز اس‍ن‍اد ان‍ق‍لاب‌ اس‍لام‍ی‌، ۱۳۸۳.

## مرگ
محمد نخشب تا پایان عمر همچنان بر باورهای مذهبی-سوسیالیستی خود پایبند بود و وی دارای خط مشی سکولار و مخالف دخالت دولت در دین بود. وی در ۱۸ شهریور ۱۳۵۵ بر اثر سکتۀ قلبی در متروی نیویورک درگذشت.